# Westland Westminster
Der Westland Westminster war ein Projekt der britischen Firma Westland Aircraft für einen Transporthubschrauber. Er basierte auf Grundelementen des Sikorsky S-56. Die Entwicklung wurde Anfang 1960 eingestellt.

## Technische Daten
| Kenngröße             | Daten                                                       |
| --------------------- | ----------------------------------------------------------- |
| Baujahr               | 1958                                                        |
| Hersteller            | Westland Aircraft                                           |
| Rotordurchmesser      | 21,95 m                                                     |
| Länge                 | 27,40 m                                                     |
| Höhe                  | 5,04 m                                                      |
| Startmasse            | 16345 kg                                                    |
| Besatzung             | 3                                                           |
| Höchstgeschwindigkeit | 185 km/h                                                    |
| Reichweite            | 330 km                                                      |
| Triebwerk             | 2 × Napier Eland 229A-Wellentriebwerk, je 2059 kW (2800 PS) |